# Jacques Loussier

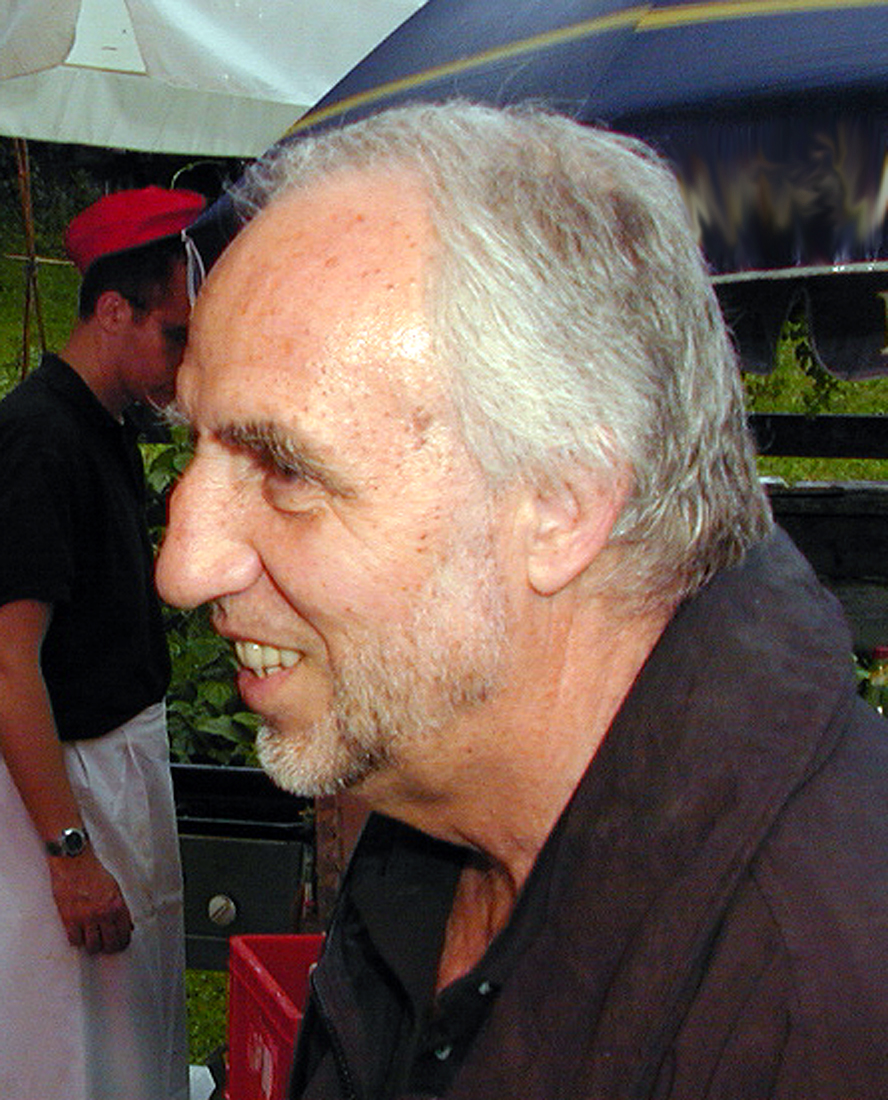
Jacques Loussier (2004)

Jacques Loussier (* 26. Oktober 1934 in Angers; † 5. März 2019 in Blois) war ein französischer Pianist, Komponist und Arrangeur. Er war vor allem für seine Reihe Play Bach bekannt.

## Leben
Ab dem Alter von zehn Jahren nahm Loussier Klavierunterricht. Stundenlang spielte er ein Präludium aus dem Notenbüchlein für Anna Magdalena Bach – „und dann ist es passiert; ich habe kleine Änderungen ausprobiert, das Thema umspielt“. Diese Eigenart sowie die große Liebe zu Bach behielt Jacques Loussier auch bei, als er seine Geburtsstadt Angers verließ, um am Pariser Konservatorium bei Yves Nat zu studieren.
Bekannt wurde er mit seinen verjazzten Interpretationen von Werken Johann Sebastian Bachs. Auf diese ungewöhnliche Kombination war Loussier 1959 während seines Studiums gestoßen und gründete dazu mit dem Bassisten Pierre Michelot und dem Schlagzeuger Christian Garros das Play Bach Trio. Schnell entstanden fünf Schallplattenalben, die sich allein bis 1999 sechs Millionen Mal verkauften.
1978 löste Loussier die Gruppe auf wegen zu hoher Tournee-Belastung („Ich bin reisemüde“) und dem Willen, sich eigenen Kompositionen und dem Weinbau zu widmen. Er zog sich in sein Chateau Miraval in der Provence zurück. Dort richtete er ein eigenes Aufnahmestudio ein, in dem er an Kompositionen für akustische und elektrische Instrumente arbeitete. In dieser Zeit entstand u. a. seine „Barocke Messe des 21. Jahrhunderts“ namens Lumières. Er arbeitete auch mit Musikern und Bands wie Elton John, Sting, Sade, Steve Winwood, Pink Floyd und Yes.
1985 gründete er das „Play Bach Trio“ mit Vincent Charbonnier (Bass) und André Arpino (Schlagzeug). Als Charbonnier 1997 einen Schlaganfall erlitt, trat Benoît Dunoyer de Segonzac an seine Stelle. Loussier nahm Interpretationen anderer Komponisten auf wie Erik Satie, Claude Debussy, Maurice Ravel, Antonio Vivaldi.
Loussier komponierte auch für über 67 Filme und Serien den Soundtrack, unter anderem die Titelmusik für die populäre französische Serie Thierry la Fronde und die Musik für den britischen Kriegsfilm Katanga (1968).

## Auszeichnungen
2007 wurde er als Commandeur de l'ordre des Arts et des Lettres ausgezeichnet. 2010 erhielt er für sein Lebenswerk die German Jazz Trophy A Life for Jazz.

## Diskografie
- 1959: Play Bach No. 1
- 1960: Play Bach No. 2
- 1961: Play Bach No. 3

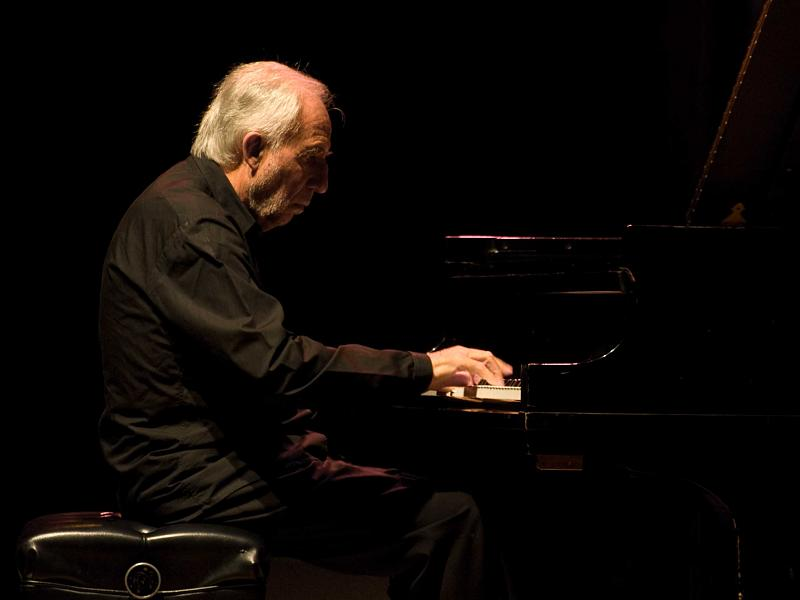
Jacques Loussier, 2008

- 1962: Jacques Loussier joue Kurt Weill
- 1963: Play Bach No. 4
- 1965: Play Bach No. 5
- 1965: Play Bach aux Champs Elysees
- 1972: Dark of the Sun
- 1974: Jacques Loussier at the Royal Festival Hall/Jacques Loussier et le Royal Philharmonic Orchestra
- 1979: Pulsion/Pulsion sous la Mer
- 1980: Frédéric Chopin par Jacques Loussier (Prod. Octave Monte Carlo)
- 1982: Pagan Moon
- 1985: The Best of Play Bach
- 1986: Bach to the Future (Start Records 1986 / Teldec 1987); Reflections of Bach (Start Records 1986 / Teldec 1987)
- 1987: Jacques Loussier Trio: Bach to Bach (25 years Play Bach) live in Tokio
- 1987: Lumières – Messe baroque du 21e siècle
- 1988: Brandenburg Concertos
- 1990: Lumières
- 1993: Play Bach 93 Volume 1
- 1993: Play Bach 93 Volume 2
- 1994: Play Bach aujourd’hui
- 1995: Jacques Loussier plays Bach
- 1997: Jacques Loussier plays Vivaldi (DE: Gold (German Jazz Award))[7]
- 1999: Ravel’s Boléro/The very best of Jacques Loussier Air on a ’G’ string
- 2000: Bach Book Anniversary/Bach’s Goldberg Variations/Plays Debussy
- 2001: Baroque Favourites
- 2004: Impressions of Chopin’s Nocturnes
- 2007 Plays Bach Encore! (Compilation Jacques Loussier Trio Plays Bach, Jacques Loussier Original Compositions)

### Jacques Loussier Trio
- 1973: 6 Master Pieces
- 1975: Play Bach
- 1996: Plays Bach
- 1998: Satie
- 2000: Take Bach (Jacques Loussier Trio mit Güher und Süher Pekinel)
- 2002: Handel
- 2003: Beethoven – Allegretto From Symphony No. 7
- 2005: Mozart Piano Concertos 20–23
- 2006: The Brandenburgs
- 2011: Schumann – Kinderszenen

## Filmografie (Auswahl)
- 1963–1966: Thierry la Fronde (Fernsehserie)
- 1964: Das umgekehrte Leben (La Vie à l'envers)
- 1964: Der Himmel brennt (Le ciel sur la tête)
- 1966: Karriere (À belles dents)
- 1968: Katanga (The Mercenaries Dark of the Sun)
- 1969: Eine Frau sucht Liebe
- 1971–1973: Die Abenteuer des Monsieur Vidocq (Les Nouvelles Aventures de Vidocq, Fernsehserie)
- 1981: Bruder Martin (Frère Martin)